# Allopatrische Artbildung
Allopatrische Artbildung (auch allopatrische Artentstehung oder Artbildung durch räumliche Trennung) (griechisch άλλος allos „fremd“ und Πάτρα patra „Heimat“) gilt als eine der Hauptursachen der Artbildung. Sie kann eintreten, wenn das Verbreitungsgebiet einer Art durch äußere Prozesse wie beispielsweise Gebirgsbildung, Kontinentaldrift, Klimawandel oder Konkurrenzausschluss in zwei oder mehr Teile aufgespalten wird.
Die Teilpopulationen unterliegen dann nicht den exakt gleichen Selektionsfaktoren und auch die jeweils zugehörigen  Selektionsdrücke sind verschieden. So entwickeln sie sich aufgrund der geographischen Isolation in den voneinander getrennten Teilen des Verbreitungsgebietes zunehmend unabhängig voneinander weiter. Werden die genetischen Unterschiede so groß, dass die Individuen der beiden regionalen Bestände keine fruchtbaren Nachkommen mehr zeugen können, hat sich die ursprüngliche Art allopatrisch in zwei oder mehrere neue Arten aufgespalten.
Als Allopatrie bezeichnet man in der Biologie das Nicht-Überschneiden (die vollständige räumliche Trennung) der Verbreitungsgebiete von Arten, Unterarten oder Populationen. Bei allopatrischer Verbreitung ist durch geographische Isolation (Separation) eine Begegnung und Kreuzung in freier Natur ausgeschlossen. Wenn die Verbreitungsgebiete unmittelbar benachbart sind, sich aber nicht überlappen, so spricht man von parapatrischer Verbreitung. Die Allopatrie bezeichnet auch die Überschneidungsfreiheit von Lebensräumen verschiedener Arten oder Gruppen.
Den Gegensatz zur Allopatrie stellt die Sympatrie dar, bei der nahe verwandte Arten, Unterarten oder Populationen im selben geographischen Gebiet vorkommen und somit die Möglichkeit zur Begegnung und Kreuzung besteht.
Ein in der Praxis wichtiger Spezialfall der allopatrischen Artbildung liegt vor, wenn die Artbildung auf die Isolation einer sehr kleinen Teilpopulation, z. B. auf einer Insel, von einer viel größeren Mutterpopulation zurückgeht. Bei der Gründung einer solchen Gründerpopulation kommt es aufgrund des Gründereffekts zur Gendrift, die häufig eine rasche Merkmalsverschiebung mit sich bringt. Das Entstehen neuer Arten ist unter solchen Bedingungen vermutlich viel leichter.